# Буріння з екологічно чистим проникненням

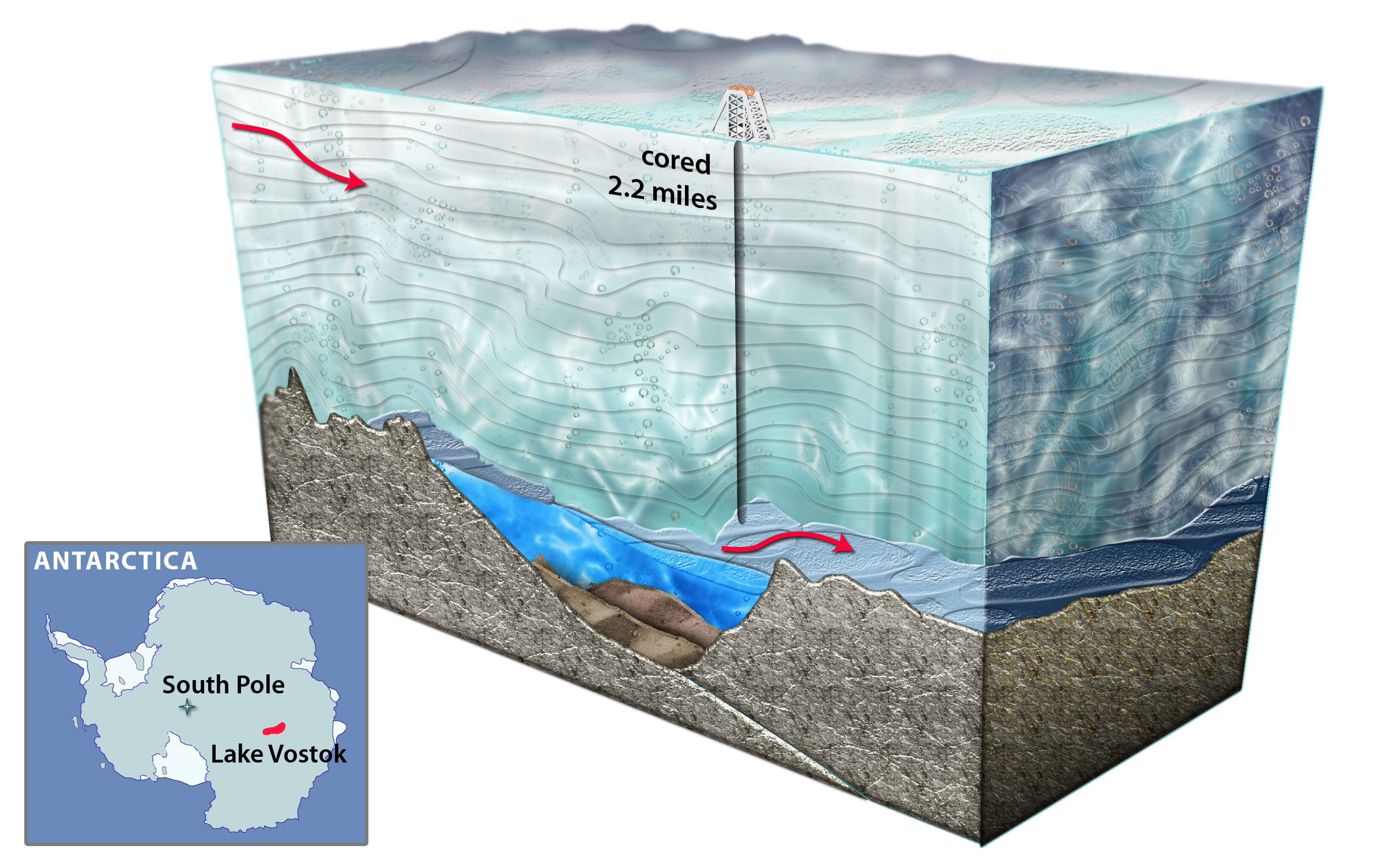
Схема екологічно чистого буріння свердловини до озера Восток у Антарктиді.

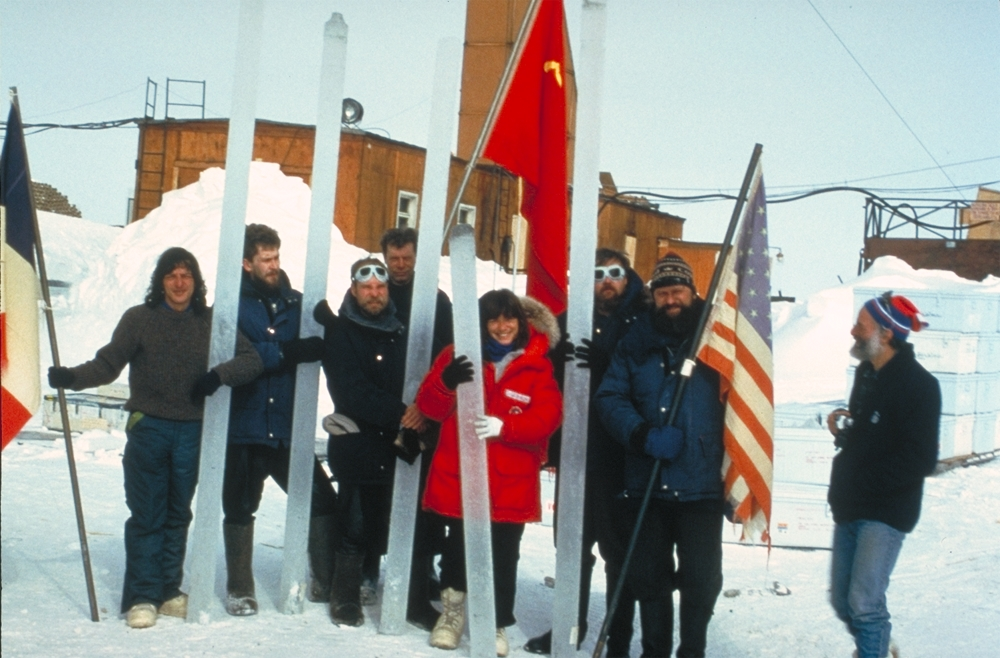
Міжнародна група дослідників

Буріння з екологічно чистим проникненням — спеціальне буріння, яке забезпечує ізоляцію геологічного середовища від довкілля, зокрема, навколишнього середовища Землі чи іншого космічного тіла, на якому виконується буріння.
Виконувалося при дослідженні озера Восток у Антарктиді.
Перспективним є застосування цього буріння при пошуках позаземного життя на космічних об'єктах, зокрема на Марсі, супутнику Юпітера Європи тощо.
Технологія буріння з екологічно чистим проникненням апробована при проходженні свердловини 5Г-2 в Антарктиді до підльодовикового озера заповненого ізольованою льодовим покривом водою.
Сутність технології проникнення в підльодовикове озеро полягає в тому, що
привибійна зона свердловини заповнюється екологічно безпечною кремнійорганічною рідиною, яка легше води і гідрофобна. В свердловині створюється недокомкомпенсація гідростатичного тиску на 3 атм. Останні 30 м перед контактом з підльодовиковим озером проходять спеціально розробленим термобуровим снарядом з пілотним термодолотом малого діаметра. У момент контакту озерна вода за рахунок надлишкового гірського тиску льодовика на озеро повинна піднятися в свердловину приблизно на 30 м. Після її замерзання колонковим електромеханічним буровим снарядом
вибурюють частину новоутвореного льоду у вигляді керна, за яким можна судити про склад і властивості озерної води, в тому числі про наявність ознак живих організмів. Інтервал замерзлої води від вибою свердловини до озера буде ізолювати озеро від свердловини. Екологічна безпека буріння гарантується тим, що не свердловина проникає в озеро, а озеро в свердловину.